# 官坊乡
官坊乡，是中华人民共和国甘肃省临夏回族自治州广河县下辖的一个乡镇级行政单位。

## 行政区划
官坊乡下辖以下地区：
河滩村、石磊村、官坊村、槐沟村、山庄村、沙地沟村和阳洼庄村。